# إيرني ماكن
إيرني ماكن (بالإنجليزية: Ernie Machin)‏ هو لاعب كرة قدم بريطاني في مركز الوسط، ولد في 26 أبريل 1944 في Walkden ‏ في المملكة المتحدة، وتوفي في 22 يوليو 2012 في كوفنتري في المملكة المتحدة. لعب مع برايتون أند هوف ألبيون وكوفنتري سيتي ونادي بليموث أرجايل.